# Dímetro peônico
Dímetro peônico, em uma composição poética, é um verso octossílabo composto por dois pés compostos denominados peônios.
Os peônios utilizados nessa composição são peônios de quarta, ou seja, metros formados por três sílabas átonas e uma tônica, esta na quarta posição.
O esquema é assim apresentado: u u u _ u u u _ (as sílabas das posições 4 e 8 são tônicas, ou longas).
Exemplo 1
Não imaginas o que sinto

e já não sei como dizer,

porém tu sabes que não minto

ao te falar do meu sofrer

se não te vejo junto a mim.
Exemplo 2
Estrelas mudam de lugar,

chegam mais perto só pra ver

e ainda brilham na manhã

depois do nosso adormecer.
Glauco Mattoso, a respeito do dímetro peônico, em lugar do tetrâmetro iâmbico no verso octossílabo, afirma:

"O parâmetro ideal do octo seria um tetrâmetro jâmbico (NR 2,2,2,2). Na impossibilidade de manter tal padrão, tente-se permanecer no parâmetro do dímetro peônico (NR 4,4)."